# Calanthe madagascariensis
Calanthe madagascariensis  es una especie de orquídea de hábito terrestre originaria  de Madagascar. 

## Descripción
Es una orquídea de tamaño mediano a grande, con creciente hábito terrestre y con un pseudobulbo que lleva de 5 a 7 hojas, oval-lanceoladas, plegadas, ondulante-crujientes marginalmente, atenuada en la base cortamente peciolada y atenuada en el vértice. Florece en el otoño en una inflorescencia en el nivel inferior de las axilas de las hojas, con un tamaño de 20 cm de largo, pubescente, con 10 a 15 flores con 3 brácteas estériles, obtusas o redondeadas apicalmente y que aparecen en un clúster apical.

## Distribución y hábitat
Se encuentra en los bosques de Madagascar septentrional y oriental a altitudes de entre 600 y 2100 metros.

## Taxonomía
Calanthe madagascariensis fue descrita por Rolfe ex Hook.f. y publicado en Botanical Magazine 127: t. 7780. 1901.
Etimología
Ver: Calanthe
madagascariensis epíteto geográfico que alude a su localización en Madagascar.
Sinonimia
- Calanthe warpuri Rolfe	[1][3][4]